# شبكة ربط البنوك 123
شبكة ربط البنوك 123 هي شبكة محول قومى وصراف آلي حكومية مصرية، أنشأت سنة 2007 من خلال شركة بنوك مصر للتقدم التكنولوجي المملوكة للبنك المركزي المصري، تربط شبكة البنوك 123 أكثر من 30 بنكًا مصريًا يدعم أكثر من 1500 جهاز صراف آلي موزعة في جميع أنحاء مصر، توفر هذه الشبكة لعملاء البنوك إمكانية الوصول المباشر إلى حساباتهم المختلفة في أي وقت ومن أي مكان عبر أجهزة الصراف الآلي التي تحمل شعار "123".
تتوفر هذه الشبكة على مدار 24 ساعة طوال أيام الأسبوع، بالإضافة إلى ذلك فإن شبكة "123" هي بوابة لشبكات ماستر كارد، دينرز كلوب، أمريكان إكسبريس إنترناشيونال، كما أنها مربوطة بعدة دول خارج مصر مثل قطر، البحرين، لبنان، والصين.

## البنوك الأعضاء في الشبكة
| - البنك الأهلي المصري - بنك مصر - بنك القاهرة - البنك العقاري المصري العربي - بنك الإمارات دبي الوطني - مصر - بنك البركة - مصر - بنك فيصل الإسلامي المصري - مصرف أبوظبي الإسلامي - مصر - بنك التعمير والإسكان - البنك التجاري الدولي CIB - بنك الإسكندرية - بنك قطر الوطني مصر |  | - البنك العربي الإفريقي الدولي - المصرف المتحد - ميد بنك - البنك الأهلي المتحد - البنك العربي - إتش إس بي سي - مصر - البنك الزراعي المصري - بنك الكويت الوطني - البنك المصري لتنمية الصادرات - بنك المشرق - التجارى وفا بنك - مصر - بنك قناة السويس |  | - كريدي أجريكول - مصر - البنك المصري الخليجي - بنك التنمية الصناعية - بنك الشركة المصرفية العربية الدولية - المصرف العربي الدولي - سيتي بنك - البنك الأهلي الكويتي - المؤسسة العربية المصرفية - بنك أبو ظبي التجاري - بنك أبو ظبي الأول - بنك الاستثمار العربي - بنك الاستثمار القومي - بنك ناصر الاجتماعي |